# Timofei Alexandrowitsch Dokschizer
Timofei Alexandrowitsch Dokschizer (russisch Тимофей Александрович Докшицер, wiss. Transliteration Timofej Aleksandrovič Dokšicer; * 13. Dezember 1921 in Nischyn, Gouvernement Tschernigow, Ukrainische SSR; † 16. März 2005 in Vilnius, Litauen) war russisch-sowjetischer Trompeter, Dirigent und Komponist ukrainischer Herkunft.

## Biografie
Der 1921 geborene Musiker war Sohn eines musikalischen Autodidakten, wurde 1931 als Zögling in ein Armee-Blasorchester aufgenommen und lernte seit 1933 an der Glasunow-Musikschule bei Anton Wassilewski, dem damaligen Solotrompeter des Bolschoi-Theaters. Ab 1935 unterrichtete ihn dann der Nachfolger Wassilewkis Michail Tabakow, erst an der Zentralmusikschule in Moskau, später dann an der Gnessin-Musikakademie. Wichtig für Dokschizers Entwicklung war die Begegnung mit dem Komponisten Wladimir Peskin, der für ihn ab 1937 eine Reihe von Werken von damals präzedenzloser Schwierigkeit schrieb. Von 1941 und bis 1987 war Timofei Dokschizer Solotrompeter des Bolschoi-Orchesters. 1952 besuchte er die Dirigentenklasse des Moskauer Konservatoriums und legte 1957 dort seine Prüfung als Orchesterleiter bei Ginsburg ab.
Im Laufe seines Lebens schuf Dokschizer über 80 musikalische Transkriptionen und Stücke für Trompete. In seinem Heimatort in der Ukraine trägt eine Musikschule den Namen des Musikers. Neben seinem umfangreichen Repertoire, das, nach Meinung einiger Experten, praktisch alles umfasste, was es für Trompeten gab, arbeitete er 25 Jahre als Professor am staatlichen musikpädagogischen Institut.
Einige seiner von Melodija  produzierten Aufnahmen wurden in der DDR von Eterna veröffentlicht. 

## Preise und Auszeichnungen
Im Alter von 17 Jahren gewann er den sowjetischen Unionswettbewerb sowie einen internationalen Wettbewerb in Prag im Jahre 1947.

## Arrangements und Veröffentlichungen
Timofei Dokschizer arrangierte hauptsächlich Stücke für Klavier und Trompete. So auch für Klavier und B- oder C-Trompete:
- Japanese Melodie
  - Band 1 (mit: Blume der Geduld – Lied des frühen Frühlings – Dieser Weg – Rote Libelle)
  - Band 2 (mit: Blumen – Heimat – Vergebliches Warten – Sommererinnerungen)
  - Band 3 (mit: Regenpfeifer über dem See – Regen auf Johgashima – Mond über der Schloßruine)

Weitere Veröffentlichungen waren:
- EMR 6001 Images Romantique (Solo Trompete)
- EMR 639 Suite pour Trompette Solo (Solo Trompete)
- EMR 684 Suite un poco Prokofiew (Trompete und Piano)
- Scherzo Virtuoso (DDD) Oktober 1989
- Russian Concert 1995 (DDD)
- J. S. Bach (1685 – 1750). Preludes, 1990 (ADD)
- Concertpieces (ADD), 1990
- Baroque Concertos for Trumpet Timofei Dokshizer, Trompete; produziert von DML Classics, Japan, 1999
- Arutiunian & Shostakovich Timofei Dokshizer, Trompete produziert von DML Classics, Japan, 1999
- V. Albinoni/Hummel, Haydn/Manfredini (DDD) aufgenommen 1987
- Fantastic Dances. The Paganini of the Trumpet Timofei Dokshizer, Trompete 1995

Viele Musikstücke wurden bei EMR (= Edition Marc Reift) unter der Collection Timofei Dokshizer publiziert.

### Methodenbuch
Timofei Dokschizer brachte 1990 ein Standardwerk zur Trompetenlehre auf Französisch unter dem Titel Methode de Trompette heraus. Dieses Werk wurde 1994 von Wendy Thompsons ins Englische übersetzt.

### Autobiografie
The Memoirs of Timofei Dokshizer. (Bezug über: International Trumpet Guild, Westfield, MA USA)

## Anmerkung zur Schreibweise
Die Schreibweise seines Namens ist unterschiedlich. So wird der Vorname selbst auf Veröffentlichungen teilweise mit Timofey, der Nachname gar mit Dokschidzer, Dokschitzer, Dokshizer und Dokshitser angegeben.